# Emmentaler
Emmentaler is een kaas uit het Emmental in Zwitserland. Hij wordt eveneens in het Franse Alpengebied, in het hele berggebied in het oosten van Frankrijk, in de Jura, in Savoie en in de Duitse Allgäu geproduceerd.
De oorsprong van de kaas ligt op de alpenweiden, waar de boeren in de zomer een grote hoeveelheid melk hadden, maar te ver weg waren van de bewoonde wereld om de melk te kunnen verhandelen. De melk werd daarom omgezet in een houdbare kaas. Uit het gebied komt een reeks van lang houdbare kazen, de emmentaler, maar ook de comté, de beaufort en de gruyère. De kazen zijn over het algemeen groot, met gewichten boven de 30 kilo, met als topper de emmentaler, met gewichten tot 130 kg. Kenmerkend voor de emmentaler zijn de ogen, de gaten in de kaas die van hem de bekende gatenkaas maken.
Na ontvangst en controle wordt de melk met bacteriën geënt. Vervolgens wordt de melk verwarmd tot 32 °C en wordt het stremsel toegevoegd. Na 25 minuten stremmen wordt het overtollige vocht al afgevoerd. Om het afvoeren van het vocht te versnellen wordt de wrongel gemalen en verwarmd (één uur lang) tot 53,5 °C.
Vervolgens wordt de kaas in de vorm gedaan en fors onder druk gezet. Deze fase duurt twintig uur, en in deze fase worden ook de toegevoegde bacteriën actief. Vervolgens wordt de kaas uit de vorm gehaald en twee dagen in een pekelbad gezouten. Het zouten dient om een goede korst en smaak te verkrijgen, maar speelt ook een rol in het beheersen van het ontwikkelproces van de micro-organismen in de kaas.
De laatste, smaakbepalende stap is de rijping van de kaas, gedurende 2 à 3 maanden. De kaasmaker moet nu letten op twee fenomenen: de vorming van de ogen in de kaas en de ontwikkeling van de smaak en de textuur. De kazen worden eerst in relatief koele (10 tot 15 °C) opslagruimtes ondergebracht. Onder invloed van de melkzuurbacteriën vormt zich al koolstofdioxide in de kaas. Het gas kan door de niet-doorlatende korst niet ontsnappen. Wanneer de kaas vervolgens in de laatste etappe van de rijping in een warmere rijpingskamer (21 à 23 °C) gelegd wordt, explodeert de bacteriële activiteit en vormen zich de gaten. Door zijn grootte kan een kaas zelfs tot 150 liter gas bevatten. De kaas wordt in deze periode continu gecontroleerd. Wanneer het rijpingsproces voldoende is, wordt de kaas weer naar koude ruimtes gebracht, om een te ver doorgaande gasvorming te remmen.
Voordat de kaas nu naar de markt gaat, wordt hij eerst gekeurd. Onafhankelijke keurmeesters keuren de partijen kazen en classificeren ze als extra, premier choix of déclassé. Naast deze kwaliteitskeur van de kazen, is er ook een keur op de smaak. Deze keur vindt plaats door een jury van 10 personen, die regelmatig de kazen op hun aroma keuren. En dan gaat het om de aanwezigheid van alle elementen van de smaak, om het niet overheersend zijn van een van de elementen:
- de gezouten smaak
- het enigszins zoete aroma door het aminozuur proline
- de smaak van het aanwezige propionzuur

De namen "Emmentaler Switzerland", "Allgäuer Emmentaler", "Emmental français est-central" en "Emmental de Savoie" hebben binnen de Europese Unie de status van beschermde geografische aanduiding.